# Indigofera megacephala
Indigofera megacephala är en ärtväxtart som beskrevs av Jan Bevington Gillett. Indigofera megacephala ingår i släktet indigosläktet, och familjen ärtväxter. Inga underarter finns listade i Catalogue of Life.